# Porte Horloge de Vire
Pour les articles homonymes, voir Porte de l'Horloge.
La porte-horloge, anciennement porte Gastinel, est un édifice emblématique de la ville, vestiges de l'enceinte urbaine du XIIIe siècle, qui se dresse sur le territoire de l'ancienne commune française de Vire, dans le département du Calvados, en région Normandie. Elle est classée au titre des monuments historiques.

## Localisation
La porte Horloge est située à Vire, commune déléguée de la commune nouvelle de Vire Normandie, dans le département français du Calvados.

## Historique
La porte Horloge était, au Moyen Âge, la principale porte d'entrée de la ville, lorsque celle-ci était ceinte de murailles. L'actuelle capitale du Bocage virois devint, après les invasions normandes, une importante place des ducs de Normandie. Les fortifications de Vire sont renforcées sous Guillaume le Conquérant. Un château à double enceinte et donjon, dont seules les ruines du donjon subsistent, est construit par Henri Ier Beauclerc.
À l'origine, la porte Gastinel est une simple porte de ville d'usage équivalent à la porte Saint-Jean, plus à l'ouest, et à la porte Saint-Sauveur, plus au sud. Elle est construite au XIIIe siècle. En 1480 elle est surélevée d'un niveau (second rang de gargouilles) la transformant en beffroi, avec son clocheton qui servira de guette. Ces travaux avaient pour but d'y installer une horloge publique et sa cloche. Ce beffroi est rajouté sous l'impulsion des bourgeois de la ville pour symboliser la force et l'indépendance de Vire. L'horloge et une cloche sont installées en 1499. Deux autres cloches sonnant les quarts d'heure sont ajoutées au XIXe siècle.
Si Vire a beaucoup souffert de la Seconde Guerre mondiale, ce témoignage de son passé a été relativement peu touché par les destructions massives — la ville fut détruite à 93 % — causées par les bombardements de juin 1944, qui ont ravagé la Normandie après le débarquement des Alliés sur ses plages. Les principaux dommages concernent les couronnements des deux tours et les toitures en poivrières devront être entièrement restaurées par les travaux de la Reconstruction. La cloche de 1499 est détruite ainsi que l'horloge déjà remplacée au XIXe siècle.
Un  mémorial dédié aux victimes du bombardement du 6 juin 1944 est installé au rez-de-chaussée de la tour sud. Il est inauguré le 6 juin 1960.
Un dessin de la porte horloge est au-dessus de la ligne 1 de  Paris Saint Lazare.

## Description

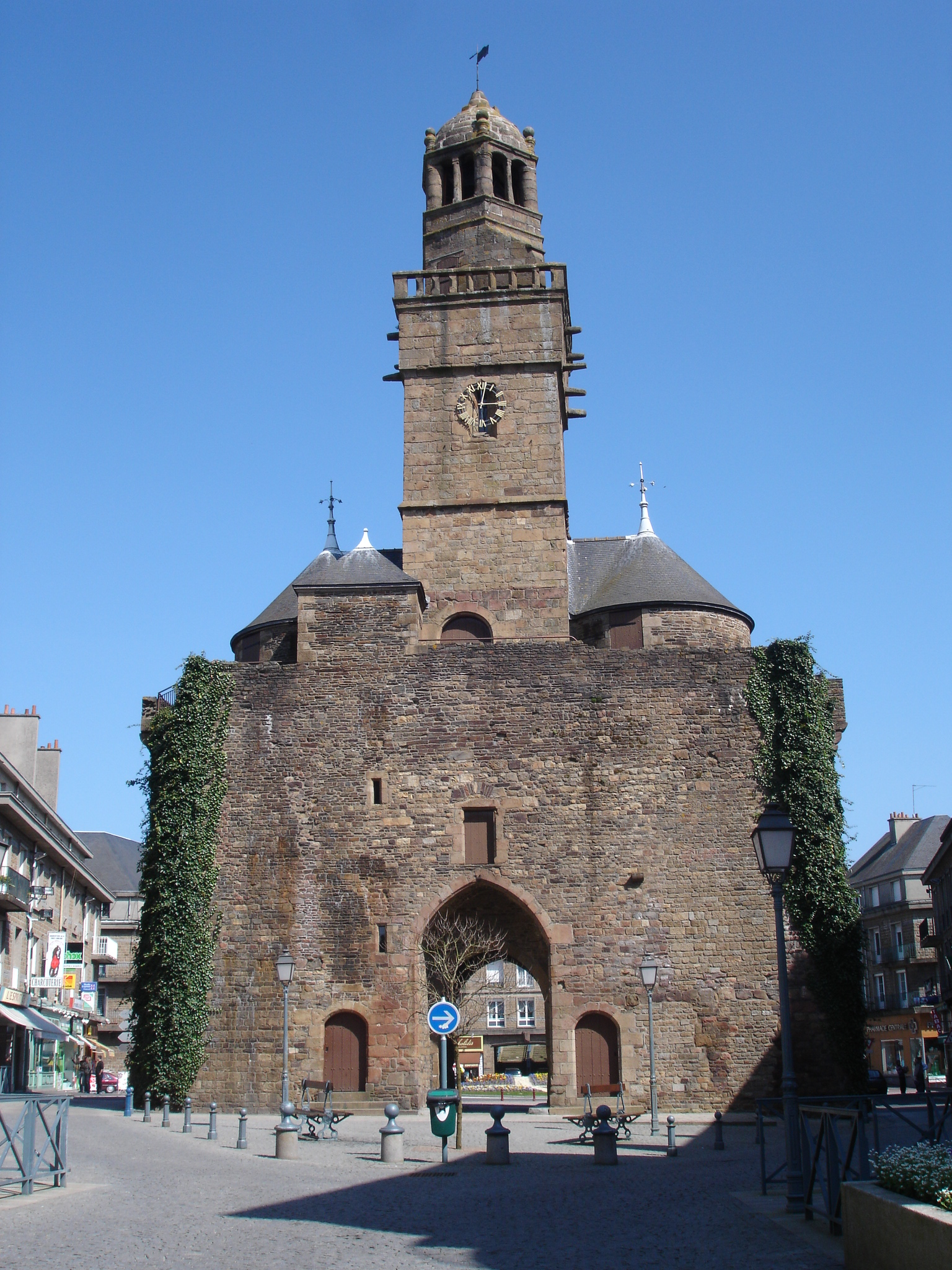
La façade occidentale.

La porte Gastinel du XIIIe siècle, flanquée de deux grosses tours rondes à mâchicoulis a été construite dans un mélange de moellons des deux principales pierres locales : la granodiorite du sud du territoire et le schiste cornéen du nord. Au-dessous d'elle passait avant la Reconstruction la rue Saulnerie (l'espace dessous et ses abords est depuis piéton : place du 6-Juin). Elle était précédée par un fossé large d'environ sept mètres et profond de cinq mètres, et protégée par un pont-levis à flèches, une  herse et enfin par une porte à deux vantaux. Par la suite, elle fut surmontée d'une grosse tour carrée qui s'élevait jusqu'au premier rang des gargouilles. Le beffroi est érigé en 1480, et à la Renaissance on coiffe le tout d'une balustrade et d'un lanternon hexagonal, portant la hauteur de l'édifice à 33 mètres. Du sommet de la tour, élevée entièrement en granodiorite, la vue panoramique sur le bocage virois permettait de surveiller les approches de la ville et de prévenir toute attaque.
Surmontant l'ogive de la porte et située entre les rainures du pont-levis, du côté orientale, se trouve une statue de la Vierge dans une niche. Au-dessous une inscription est gravée : « Marie protège la ville ». Sous celle-ci, sont sculptées les armoiries de la ville : De gueules à la flèche renversée d'argent accostée de deux tours du même maçonnées de sable, ouvertes du champ.

## Protection aux monuments historiques
La porte de l'Horloge est classée au titre des monuments historiques par arrêté du 12 juillet 1886.

## Philatélie
Le 10 juillet 1967, les postes françaises ont émis un timbre commémoratif représentant la porte Horloge de Vire, dont le 1er jour d'émission a été célébré dans la ville deux jours auparavant. Ce timbre apparaît clairement dans le film de François Truffaut, Baisers volés (1968), sur l'enveloppe de la lettre qu'Antoine Doinel envoie à madame Tabard.